# Michel Frutoso
Pour les articles homonymes, voir Frutoso.
Michel Frutoso, 21 mars 1914 à Saint-Cloud (aujourd'hui Gdyel) en (Algérie) et mort le 12 janvier 2003 à Pézenas, était un footballeur français.

## Carrière junior
Il débuta à 12 ans à Saint-Cloud (banlieue d'Oran) puis il fit partie de la jeunesse de Carteaux où il passa 3 ans. Il a joué 4 saisons à C.D.J Oran.

## Carrière professionnelle
Michel Frutoso arrive à l'Excelsior en 1935 puis joue au Racing Club de Roubaix à partir de 1936.
Il est transféré au CA Paris en 1938. Il arrive au Club Olympique de Roubaix Tourcoing en 1945 où il fut champion de France de D1 en 1947. Il quitte Roubaix en 1953.

## Carrière internationale
Il fut sélectionné en équipe de France de football contre l'Irlande (0-2) le 23 mai 1937.

## Palmarès
- Vainqueur de la Coupe d'Afrique du Nord 1941 avec l'ASM Oran
- Vainqueur du Championnat de France 1947 avec le CO Roubaix-Tourcoing